# Mundford
Mundford är en ort och civil parish i Storbritannien.   Den ligger i grevskapet Norfolk och riksdelen England, i den sydöstra delen av landet, 120 km norr om huvudstaden London. Mundford ligger 22 meter över havet och antalet invånare är 1 626.
Terrängen runt Mundford är platt, och sluttar västerut. Runt Mundford är det ganska tätbefolkat, med 144 invånare per kvadratkilometer. Närmaste större samhälle är Brandon, 7,1 km söder om Mundford. I omgivningarna runt Mundford växer i huvudsak blandskog.